# Пузож
Пузож (фр. Pouzauges) — коммуна на западе Франции, регион Пеи-де-ла-Луар, департамент Вандея, округ Фонтене-ле-Конт, кантон Лез-Эрбье. Расположена в 52 км к востоку от Ла-Рош-сюр-Йона и в 86 км к юго-западу от Нанта, в 6 км от автомагистрали А87. 
Население (2019) — 5 557 человек.

## История
В Средние века Пузож был центром владений сеньоров де Пузож, младшей ветви дома Туар. Во время Вандейского мятежа кровавые события не обошли Пузож: в рождественскую ночь 1793 года во время полуночной мессы четыреста человек были убиты без какого-либо предварительного судебного разбирательства в церкви революционными войсками. 26 января 1794  «адская колонна», под командованием генерала Лашене расстреляла 32 жителей Пузожа, укрывшихся в старом шато.

## Достопримечательности
- Руины шато Пузож XII века
- Шато Кантодьер XIX века
- Церковь Нотр-Дам в романском стиле XII-XIII веков
- Церковь Святого Якова XII века

## Экономика
Структура занятости населения:
- сельское хозяйство — 2,2 %
- промышленность — 27,1 %
- строительство — 5,3 %
- торговля, транспорт и сфера услуг — 50,4 %
- государственные и муниципальные службы — 15,1 %

Уровень безработицы (2019) — 9,4 % (Франция в целом —  12,9 %, департамент Вандея — 10,5 %). 

Среднегодовой доход на 1 человека, евро (2019) — 21 010 (Франция в целом — 21 930, департамент Вандея — 21 550).

## Демография
Динамика численности населения, чел.

## Администрация
Пост мэра Пузожа с 2020 года занимает Мишель Деван (Michelle Devanne). На муниципальных выборах 2020 года возглавляемый ею левый список победил в 1-м туре, получив 57,34 % голосов.
| Период | Период | Фамилия      | Партия                                  | Примечания                                               |
| ------ | ------ | ------------ | --------------------------------------- | -------------------------------------------------------- |
| 1971   | 1977   | Жак Шартье   |                                         |                                                          |
| 1977   | 1983   | Раймон Бонне |                                         |                                                          |
| 1983   | 1987   | Клод Ганашо  |                                         |                                                          |
| 1987   | 1995   | Анник Картье | Разные правые                           |                                                          |
| 1995   | 2008   | Роже Колен   | Разные правые Союз за народное движение | директор компании, член Генерального совета департамента |
| 2008   | 2014   | Мишель Руа   | Разные правые Движение за Францию       |                                                          |
| 2014   |        | Мишель Деван | Разные левые                            | учительница                                              |

## Города-побратимы
- Ай, Великобритания
- Майтинген, Германия
- Пуэртольяно, Испания

## Галерея

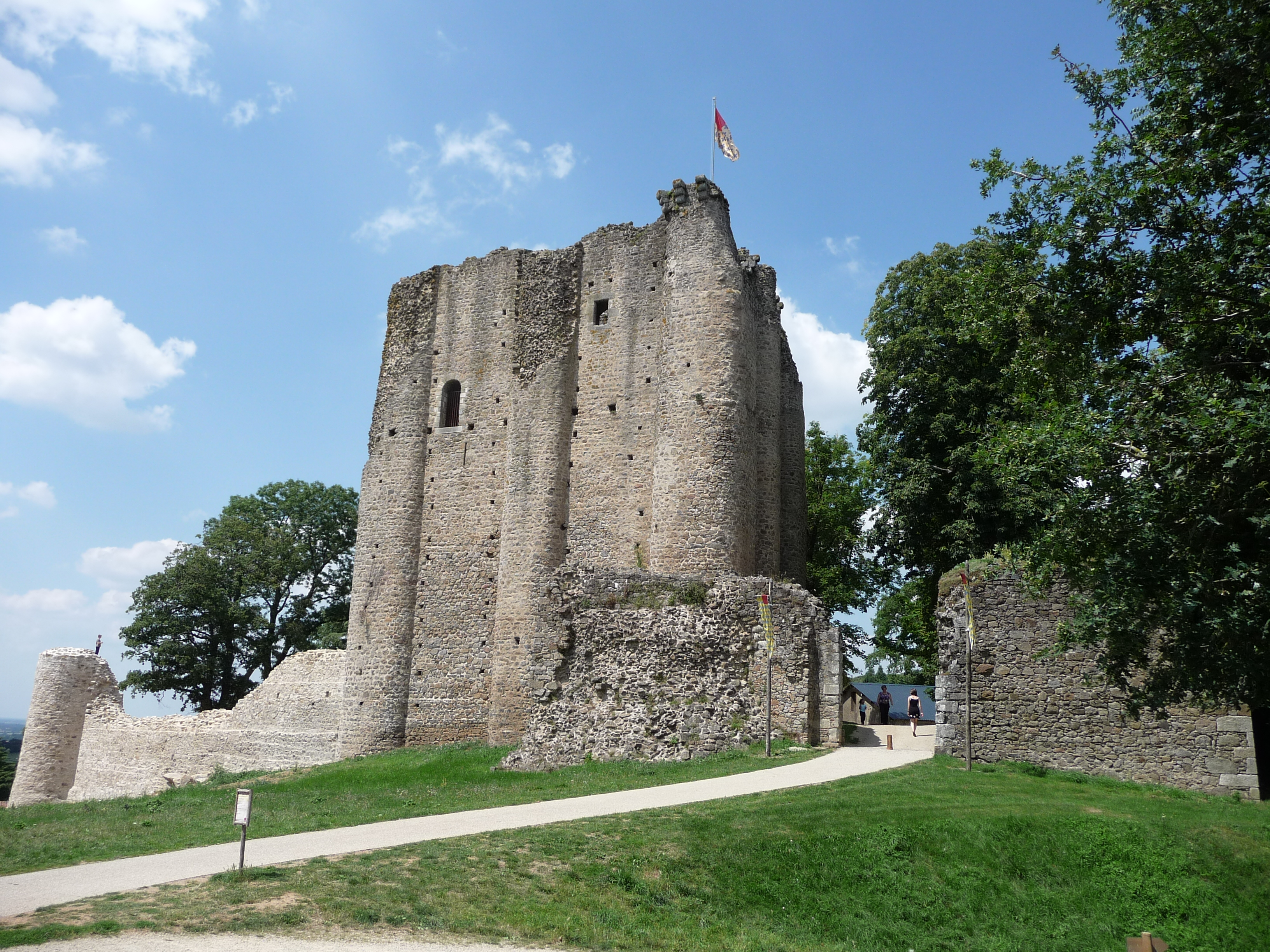
Руины шато Пузож
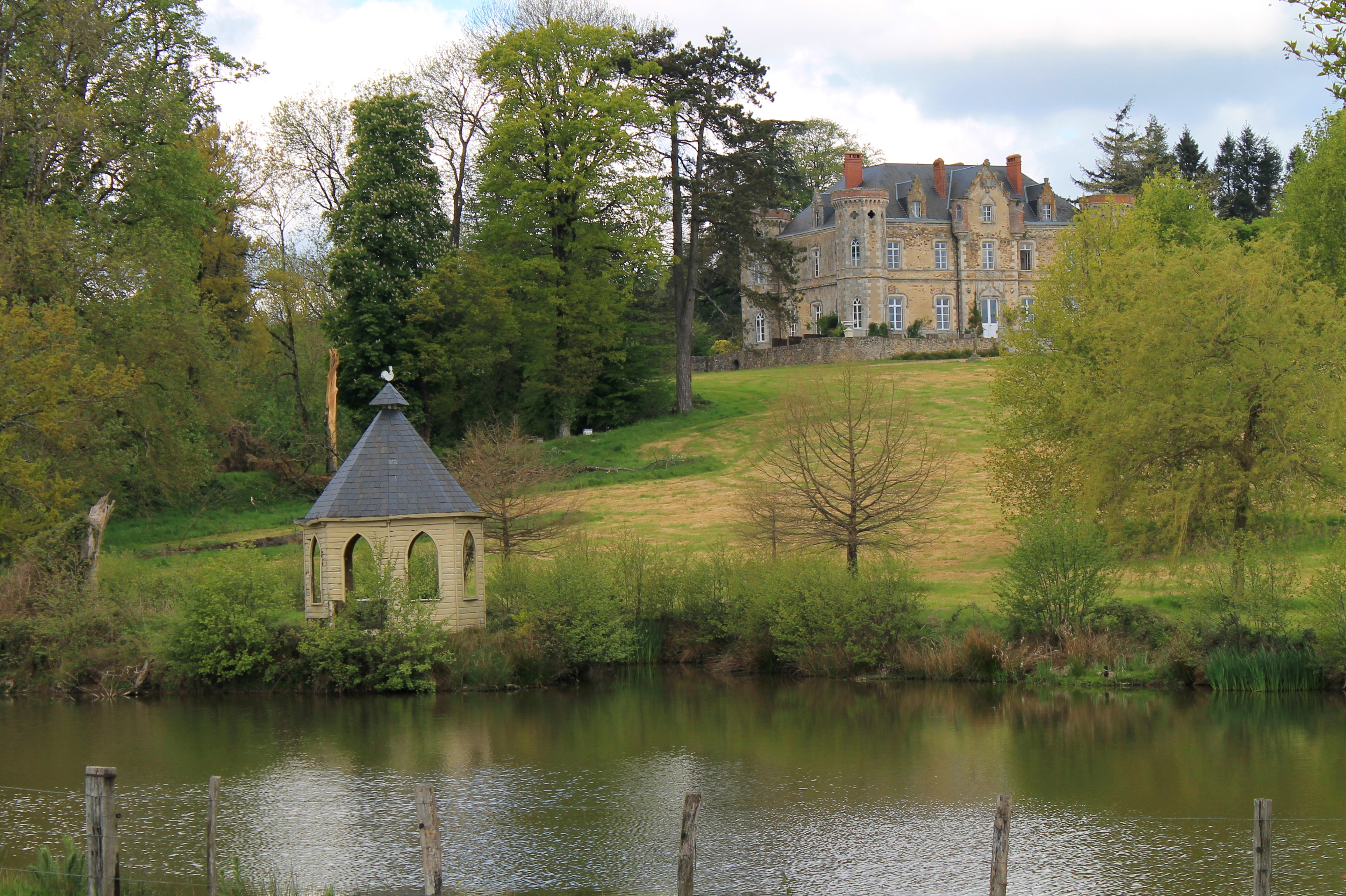
Шато Кантодьер
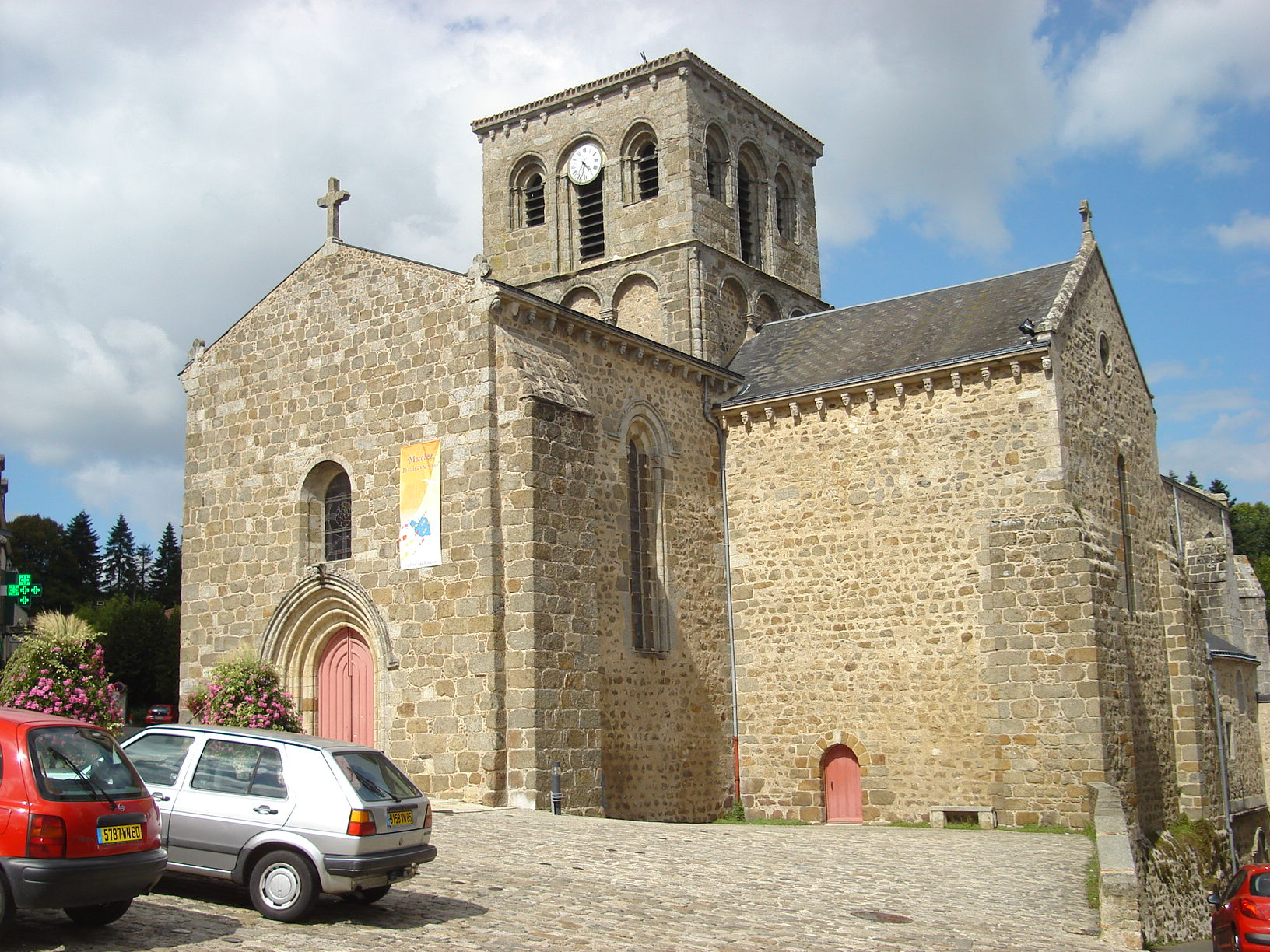
Церковь Святого Якова